# Henry Carey, I barone Hunsdon
Henry Carey (Hengrave, 4 marzo 1525 – Westminster, 23 luglio 1596) è stato un nobile britannico, figlio di Maria Bolena, sorella di Anna Bolena. Sebbene ufficialmente figlio del legittimo marito di Maria, William Carey, fu sempre sospettato essere in realtà figlio del re Enrico VIII, di cui Maria era stata amante prima che lui sposasse la di lei sorella Anna.

## Biografia
Il re aveva concesso al cortigiano William Carey, marito di Maria Bolena, numerosi possedimenti e tenute nel corso della relazione con Maria Bolena e immediatamente prima della nascita del bambino.
Essendo nato poco prima dell'inizio della relazione tra Enrico VIII e Anna Bolena, è probabile che Enrico VIII sarebbe stato troppo in imbarazzo a riconoscere il suo figlio illegittimo avuto dalla sorella della sua amante, poiché in quel periodo era determinato a divorziare da Caterina d'Aragona per sposare Anna, quindi era più opportuno non rendere ufficiale la questione. In ogni caso, la somiglianza tra il giovane Henry e il sovrano era tale da suscitare numerose speculazioni nei contemporanei.
William Carey morì il 23 giugno 1528 durante un'epidemia di sudore anglico (una malattia infettiva provocata con ogni probabilità dall'hantavirus e che flagellò ripetutamente l'Inghilterra durante tutto il XVI secolo). Alla morte del padre, Enrico VIII prontamente concesse ad Anna Bolena l'affidamento di suo nipote (e forse suo figlio) di due anni, Henry Carey. Peraltro, all'epoca la consuetudine di allevare a corte giovani rampolli di famiglie nobili era pratica abituale: la stessa Anna Bolena e Maria, madre di Henry, erano state educate presso la corte di Francia, grazie all'intercessione del loro padre Tommaso Bolena, diplomatico.
Nel 1559, quando la cugina (o forse sorellastra) Elisabetta I salì al trono, fu nobilitato come Barone di Hunsdon, con terre in Hertfordshire, Kent, Hampshire, e divenne Capitano dei Signori Pensionati di Elisabetta, guardia del corpo personale della regina. Infine divenne Lord Ciambellano.
Nel 1569 (novembre) durante la rivolta delle terre del Nord, con l'aiuto dei dissidenti in Scozia, egli è chiamato come luogotenente-generale delle forze nel nord della regina; la ribellione fu annientata nel febbraio 1570 e i restanti ribelli furono scacciati in Scozia.
Morì nel 1596 nella sua residenza londinese di Somerset House, sinceramente compianto dalla regina che predispose per lui un imponente funerale di stato. Fu sepolto nell'Abbazia di Westminster a Londra.

## Discendenza
Il 21 maggio 1545, Henry Carey sposò Anne Morgan, figlia di Sir Thomas Morgan di Arkestone e di Anne Elizabeth Whitney. Ebbero tredici figli: 
- George Carey, II barone Hunsdon (1547 - 8 settembre 1603). Sposò Elizabeth Spencer, con discendenza.
- Catherine Carey (1550 ca. - 25 febbraio 1603), sposò Charles Howard, I conte di Nottingham, con discendenza.
- Michael Carey (1550 - 1581).
- John Carey, III barone Hunsdon (1551 - aprile 1617). Sposò Mary Hyde, con discendenza.
- William Carey (1552 - 1552).
- William Carey (1 luglio 1553 - 1593).
- Thomas Carey (1555 - 1556).
- Thomas Carey (11 ottobre 1556 - dopo il 1587).
- Edmund Carey (1558 - 1637), si sposò tre volte, con Mary Crocker, Elizabeth Neville e Judith Humphrey, con discendenza.
- Robert Carey, I conte di Monmouth (1560 - 12 aprile 1639), sposò Elizabeth Trevannion, con discendenza.
- Henry Carey (? - 1599), deputato per Berwick e Buckingham.
- Philadelphia Carey (dicembre 1563 - 1629), sposò Thomas Scrope, X barone Scrope, con discendenza.
- Margaret Carey (30 novembre 1564 - 30 novembre 1605), sposò Edward Hoby, senza discendenza.

Ebbe inoltre diversi figli illegittimi, di cui uno noto:
- Valentine Carey (? - 1626), Vescovo di Exeter.

## Ascendenza
|                                      |                |                                   | Genitori                             |  |  | Nonni |  |  | Bisnonni     |  |  | Trisnonni   |  |
|                                      |                |                                   |                                      |  |  |       |  |  | William Cary |  |  | Philip Cary |  |
|                                      |                |                                   |                                      |  |  |       |  |  | William Cary |  |  | Philip Cary |  |
|                                      |                | Christiana Orchard                |                                      |  |  |       |  |  | William Cary |  |  |             |  |
| Thomas Cary                          |                |                                   |                                      |  |  |       |  |  | William Cary |  |  |             |  |
|                                      |                | Alice Fulford                     | Baldwin Fulford                      |  |  |       |  |  |              |  |  |             |  |
|                                      |                | Alice Fulford                     | Baldwin Fulford                      |  |  |       |  |  |              |  |  |             |  |
|                                      |                | Alice Fulford                     | Elizabeth Jeanette Bozon             |  |  |       |  |  |              |  |  |             |  |
| William Carey                        |                | Alice Fulford                     |                                      |  |  |       |  |  |              |  |  |             |  |
|                                      |                | Robert Spencer                    | John Spencer                         |  |  |       |  |  |              |  |  |             |  |
|                                      |                | Robert Spencer                    | John Spencer                         |  |  |       |  |  |              |  |  |             |  |
|                                      |                | Robert Spencer                    | Joan Spencer                         |  |  |       |  |  |              |  |  |             |  |
| Margaret Spencer                     |                | Robert Spencer                    |                                      |  |  |       |  |  |              |  |  |             |  |
|                                      |                | Eleanor Beaufort                  | Edmund Beaufort, II duca di Somerset |  |  |       |  |  |              |  |  |             |  |
|                                      |                | Eleanor Beaufort                  | Edmund Beaufort, II duca di Somerset |  |  |       |  |  |              |  |  |             |  |
|                                      |                | Eleanor Beaufort                  | Eleanor Beauchamp                    |  |  |       |  |  |              |  |  |             |  |
| Henry Carey, I barone Hunsdon        |                | Eleanor Beaufort                  |                                      |  |  |       |  |  |              |  |  |             |  |
|                                      | William Boleyn | Geoffrey Boleyn                   |                                      |  |  |       |  |  |              |  |  |             |  |
|                                      | William Boleyn | Geoffrey Boleyn                   |                                      |  |  |       |  |  |              |  |  |             |  |
|                                      | William Boleyn | Anne Hoo                          |                                      |  |  |       |  |  |              |  |  |             |  |
| Thomas Boleyn, I conte del Wiltshire | William Boleyn |                                   |                                      |  |  |       |  |  |              |  |  |             |  |
|                                      |                | Margaret Butler                   | Thomas Butler, VII conte di Ormond   |  |  |       |  |  |              |  |  |             |  |
|                                      |                | Margaret Butler                   | Thomas Butler, VII conte di Ormond   |  |  |       |  |  |              |  |  |             |  |
|                                      |                | Margaret Butler                   | Anne Hankford                        |  |  |       |  |  |              |  |  |             |  |
| Mary Boleyn                          |                | Margaret Butler                   |                                      |  |  |       |  |  |              |  |  |             |  |
|                                      |                | Thomas Howard, II duca di Norfolk | John Howard, I duca di Norfolk       |  |  |       |  |  |              |  |  |             |  |
|                                      |                | Thomas Howard, II duca di Norfolk | John Howard, I duca di Norfolk       |  |  |       |  |  |              |  |  |             |  |
|                                      |                | Thomas Howard, II duca di Norfolk | Katherine de Moleyns                 |  |  |       |  |  |              |  |  |             |  |
| Elizabeth Howard                     |                | Thomas Howard, II duca di Norfolk |                                      |  |  |       |  |  |              |  |  |             |  |
|                                      |                | Elizabeth Tilney                  | Frederick Tilney                     |  |  |       |  |  |              |  |  |             |  |
|                                      |                | Elizabeth Tilney                  | Frederick Tilney                     |  |  |       |  |  |              |  |  |             |  |
|                                      |                | Elizabeth Tilney                  | Elizabeth Cheney                     |  |  |       |  |  |              |  |  |             |  |
|                                      |                | Elizabeth Tilney                  |                                      |  |  |       |  |  |              |  |  |             |  |